# Harry Heusser

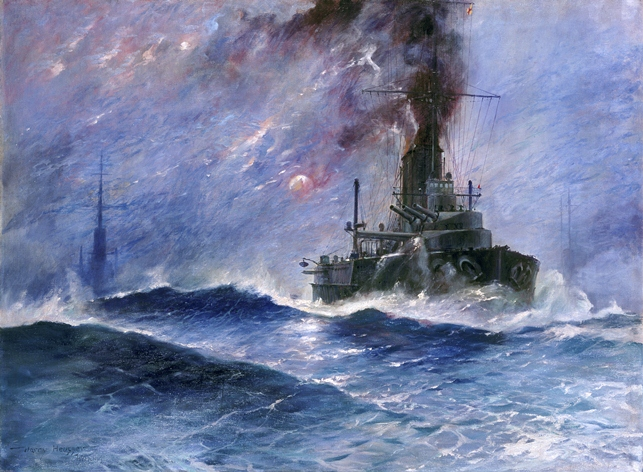
Corazzate classe Viribus Unitis durante lo scirocco nell'Adriatico, 1913

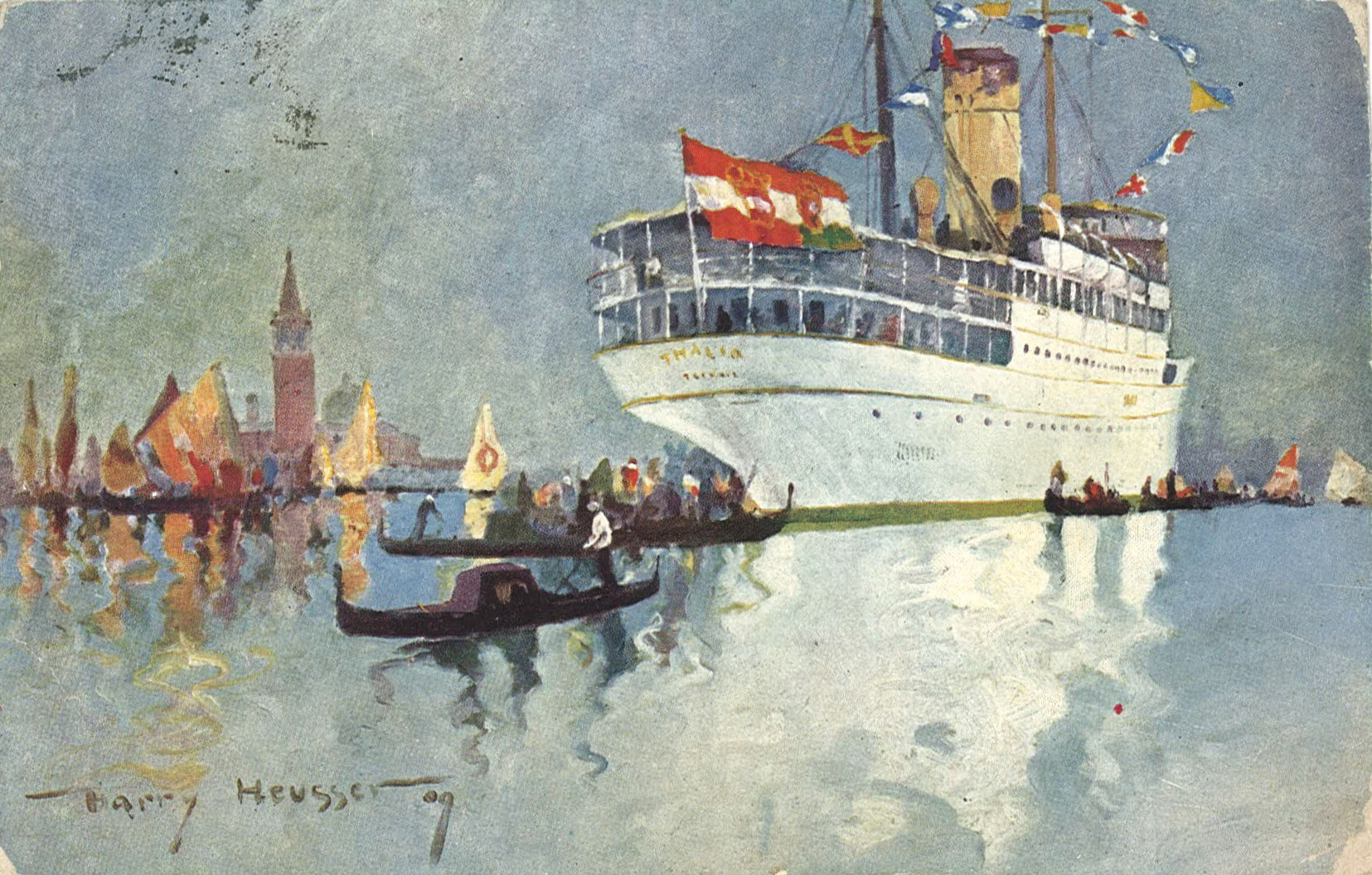
Cartolina del Lloyd Austriaco: SS Thalia a Venezia, 1910 circa

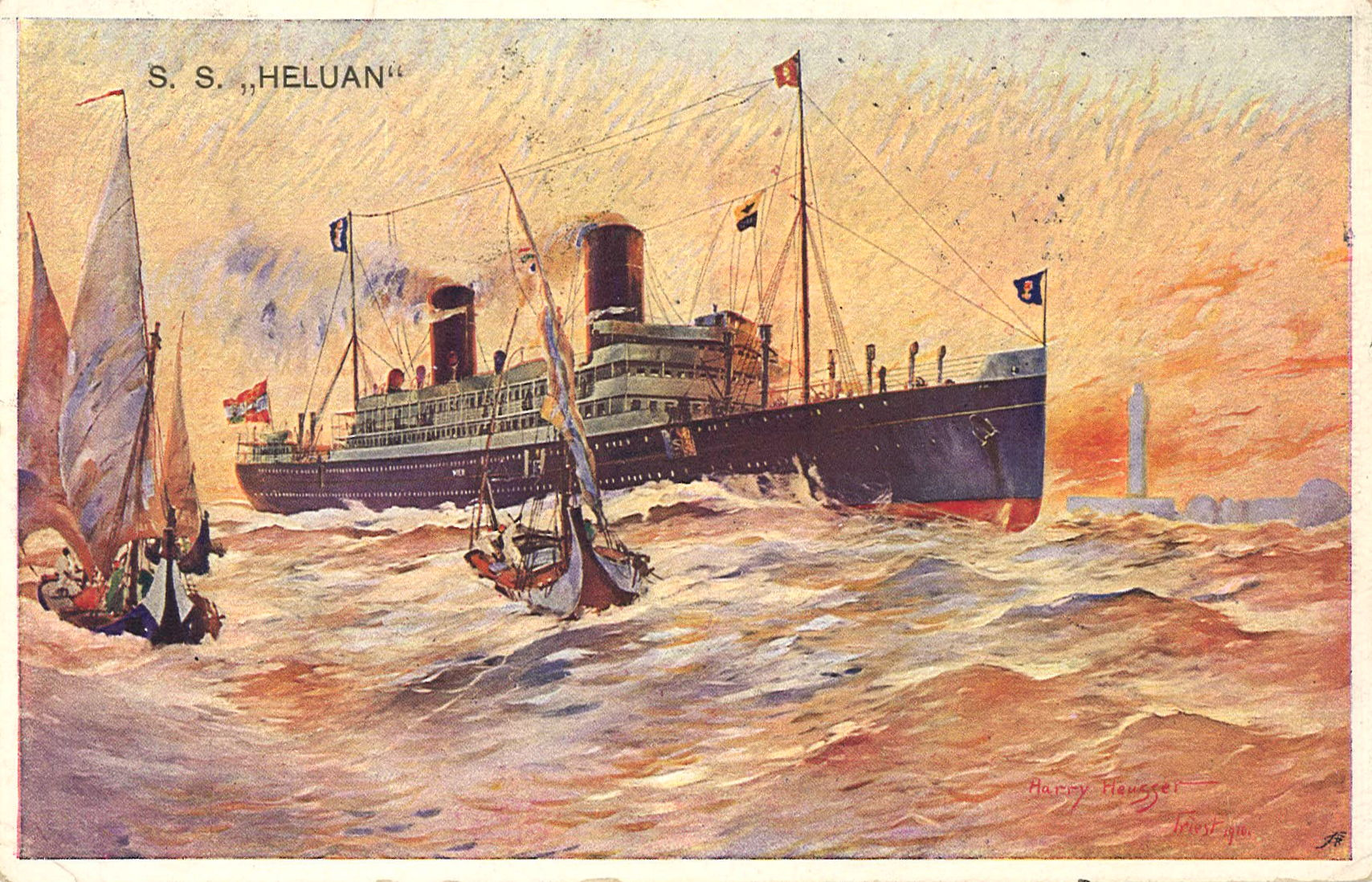
SS Helouan, Lloyd austriaco

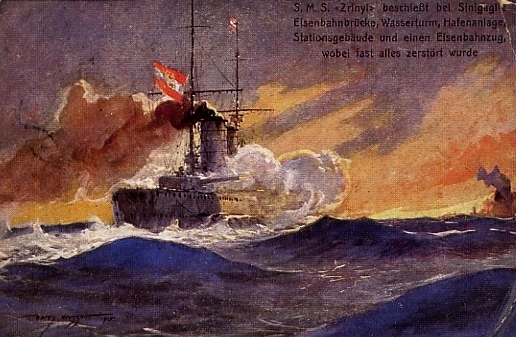
La SMS Zrinyi bombarda le strutture portuali di Sinigaglia

Harry Heusser (anche Heinrich Heusser; Pola, 5 giugno 1886 – Ginevra, 19 luglio 1943) è stato un pittore e grafico austriaco naturalizzato svizzero.

## Biografia e opere
Heusser studiò alle accademie d'arte di Berlino, Monaco e Venezia e intraprese lunghi viaggi per mare come pittore marino. Per conto del Lloyd austriaco, una delle più importanti compagnie di navigazione dell'epoca, dal 1909 al 1910 visitò l'Egitto, la Palestina e l'Asia Minore. Per questa compagnia di navigazione disegnò una serie di cartoline a colori raffiguranti le loro navi e illustrò la pubblicazione commemorativa per il 75º anniversario anniversario aziendale del 1911.
Dal 1912 al 1919 lavorò a Vienna; dal 1919 al 1924 a Lugano; dal 1924 al 1926 visse a Trieste, ritornò quindi in Svizzera, dal 1927 al 1933 a Losanna e poi a Ginevra fino alla morte.
Durante la prima guerra mondiale creò la serie di acqueforti “La flotta KK” e numerose illustrazioni per i giornali Wiener Blatt, Österreichs Illustrierte Zeitung, Leipziger Illustrierte e Deutscher Schulverein, Vienna.  Molti suoi dipinti  fanno parte delle collezioni del Museo di Storia Militare di Vienna, ma un numero maggiore fa parte di collezioni di proprietà privata. Nel 2023 è stata organizzata a Trieste presso il Museo postale e telegrafico della Mitteleuropa una mostra di cartoline provenienti da una collezione privata.